# Jan Erik Osland
Jan Erik Osland (7 dicembre 1946) è un ex calciatore norvegese, di ruolo attaccante.

## Carriera

### Club
Osland ha vestito la maglia del Brann dal 1964 al 1975. Il 22 ottobre 1972 ha segnato la rete che ha sancito la vittoria per 1-0 della sua squadra sul Rosenborg, sfida valida per la finale del Norgesmesterskapet. In virtù di questo successo, il Brann ha partecipato alla Coppa delle Coppe 1973-1974: Osland ha disputato la prima partita nella manifestazione in data 19 settembre 1973, quando è stato titolare nel successo per 0-2 in casa dello Gżira United. Nella sfida di ritorno del 3 ottobre successivo, ha segnato una rete in favore della sua squadra, contribuendo alla vittoria per 7-0 del Brann.

### Nazionale
Ha giocato una partita per la Norvegia under 21. Il 22 giugno 1968 è stato infatti titolare nel pareggio per 0-0 arrivato contro la Danimarca.

## Palmarès

### Club
- Coppa di Norvegia: 1

Brann: 1972